# علم أومسك
أعتمد أومسك أوبلاست رسميا في 17 حزيران - يونيو من سنة 2003 ويتكون علم أومسك أوبلاست من ثلاث ألوان هي الأحمر و الأبيض و الأزرق.

## معنى ألوان العلم
يرمز اللون الأحمر إلى الشجاعة وعدم الخوف وهو يعد كذلك لون الحياة والحب والرحمة ويرمز اللون الأبيض إلى للنبل والعدل والنقاء والكرم ويرمز اللون الأبيض كذلك إلى الظروف المناخية في سيبريا و يرمز اللون الأزرق إلى المائل في العلم إلى نهر إيرتيش الممر المائي الرئيسي في أومسك .